# Конгресна библиотека
Конгресна библиотека (енгл. Library of Congress) национална је библиотека Сједињених Држава и „истраживачка рука” Конгреса Сједињених Држава. Једна је од највећих библиотека у свету. Њена збирка укључује преко 29 милиона каталогизованих књига и других штампаних материја на преко 470 језика; више од 58 милиона рукописа; највећу збирку ретких књига у Северној Америци (укључујући и примерак Гутенбергове Библије), преко 1 милион издања Владе САД, милион издања светских новина од уназад три стотине година, 33.000 увезаних томова новина, 500.000 ролни микрофилма, преко 6.000 стрипова; и највећу светску колекцију правних материјала, филмова, 4,8 милиона мапа, нотних записа и 2,7 милиона звучних записа. Библиотеком руководи конгресни библиотекар.
То је најстарија федерална културна институција у Сједињеним Државама. Библиотека је смештена у три зграде на Капитол Хилу у Вашингтону; такође одржава конзерваторски центар у Калпепер у Вирџинији. Функције библиотеке надгледа конгресни библиотекар, а зграде библиотеке одржава капитолски архитекта. Конгресна библиотека је једна од највећих библиотека на свету. Њене „збирке су универзалне, нису ограничене темом, форматом или националним границама и укључују истраживачке материјале из свих делова света и на више од 450 језика.“
Конгрес се 1800. преселио у Вашингтон, након што је 11 година држао седнице у привременим главним градовима у Њујорку и Филаделфији. У оба града чланови Конгреса САД имали су приступ значајним збиркама Библиотеке њујоршког друштва и Библиотечке компаније Филаделфије. Мала Конгресна библиотека била је смештена у Капитолу Сједињених Држава током већег дела 19. века до почетка 1890-их.
Примарна мисија библиотеке је да истражи упите чланова Конгреса, који се спроводе преко Конгресне службе за истраживање. Она такође има и надгледа Уред за ауторска права Сједињених Држава. Библиотека је отворена јавности за истраживање, иако само високи државни званичници и запослени у библиотеци могу да позајмљују (тј. износе из просторија) књиге и материјале.

## Историја

### 1800–1851: Порекло и Џеферсонов допринос
Џејмс Медисон из Вирџиније је заслужан за идеју о стварању конгресне библиотеке, који је први пут дао такав предлог 1783. Конгресна библиотека је основана 24. априла 1800. године, када је председник Џон Адамс потписао акт Конгреса који такође предвиђа пренос седишта владе из Филаделфије у нови главни град Вашингтон. Део закона је издвојио 5.000 долара „за куповину књига које могу бити потребне за коришћење Конгреса ... и за опремање одговарајућег простора за њихово држање.“ Књиге су наручене из Лондона, а збирка се састојала од од 740 књига и три карте, које су биле смештене у новом Капитолу Сједињених Држава.
Председник Томас Џеферсон одиграо је важну улогу у успостављању структуре Конгресне библиотеке. Дана 26. јануара 1802. потписао је закон који је председнику омогућио да именује библиотекара Конгреса и успостави Заједнички комитет за библиотеку који ће то регулисати и надзирати. Нови закон је такође проширио привилегије задуживања на председника и потпредседника.
У августу 1814, након што су разорили америчку милицију у Блејденсбургу, Британци су без крвопролића окупирали Вашингтон. У знак одмазде због америчког уништења Порт Довера, Британци су наредили уништавање бројних јавних зграда у граду. Британске трупе спалиле су Конгресну библиотеку, укључујући и њену збирку од 3.000 томова. Ови томови су се налазили у сенатском крилу Капитола. Један од ретких конгресних томова који је преживео била је владина књига прихода и расхода за 1810. Њу је као сувенир узео британски поморски официр сер Џорџ Кокберн, чија је породица ту књигу вратила влади Сједињених Држава 1940. године.
У року од месец дана, Томас Џеферсон се понудио да прода своју велику личну библиотеку као замену. Конгрес је прихватио његову понуду у јануару 1815. године, издвојивши 23.950 долара за куповину његових 6.487 књига. Неки чланови Представничког дома противили су се отвореној куповини, укључујући представника Њу Хемпшира Даниела Вебстера. Он је желео да врати „све књиге атеистичке, ирелигиозне и неморалне тенденције”.